# Karl Gottlob Boguslav von Zychlinsky
Karl Gottlob Boguslav von Zychlinsky (* 5. August 1783 in Krämersborn bei Beutnitz, Landkreis Crossen; † 21. Februar 1857 in Treppeln) war ein deutscher Gutsbesitzer und Politiker.

## Leben
Karl Gottlob Boguslav von Zychlinsky wurde als Sohn des Gutsbesitzers Gustav Bernhard Sigismund von Zychlinsky (* 21. Mai 1743 in Krämersborn; † 23. April 1809 in Treppeln) und dessen zweiter Ehefrau Charlotte Auguste Ernestine Wilhelme (31. Oktober 1765 in Schönfließ; † 28. August 1832 in Posen), eine Tochter von Gottlob Ernst von Rabenau (1721–1793) geboren.
Er besuchte das Gymnasium in Görlitz und begann anschließend ein Studium an der Universität Halle, musste das Studium jedoch 1806 wegen der Kriegshandlungen unterbrechen und sich ohne nennenswerte Mittel nach Crossen durchschlagen, wohin seine Eltern, die inzwischen das Gut Treppeln erworben hatten, geflohen waren. Er nahm dann das Studium jedoch nicht mehr auf, sondern unterstützte seinen Vater bei der Verwaltung des Gutes und übernahm dieses als einziger Sohn nach dem Tod seines Vaters.
1824 wurde er durch seine Mitstände zum Provinziallandtags-Abgeordneten berufen, später wurde er dann zum Ritterschaftsrat, zum Depurtierten (Abgesandter der adligen Grundbesitzer eines Kreises für den betreffenden preußischen Provinziallandtag) sowie zum Feuersoziatäts-Direktor und Generaldirektor der Neumärkischen Ständischen Land-Feuersozietät gewählt.
1810 heiratete er in erster Ehe Ottilie Margaretha Dorothea (* unbekannt; † 1839), Tochter des Freiherrn Gotthard von Blomberg auf Liebthal. Die Ehe blieb kinderlos. 1843 vermählte er sich in zweiter Ehe mit der Schwester seiner ersten Ehefrau, Freiin Louise von Blomberg (* 1793; † 28. Februar 1854 in Treppeln).
Seine einzige Schwester Adelheide Wilhelmine Helene (* 7. März 1787 in Treppeln; † 29. September 1855 ebenda), Witwe des Generalleutnant a. D. Karl von Rheinbaben zog nach dem Tod seiner zweiten Ehefrau zu ihm und half bei der Bewirtschaftung des Gutes. Das Gut wurde später an ihren Sohn Albert von Rheinbaben vererbt.

## Auszeichnungen
1838 verlieh ihm der König den Königlichen Preußischen St. Johanniter-Orden und er wurde somit nach „Neugründung der Kongregation“ Ehrenritter dieses Ordens. Bei der Wiederaufrichtung der Balley Brandenburg schloss er sich der brandenburgischen Provinzial-Genossenschaft an.
Des Weiteren erhielt er den Roten Adlerorden 4. Klasse.